# Represión en los astilleros Astarsa y Mestrina
La Represión en los astilleros Astarsa y Mestrina fue la consecuencia de los conflictos que enfrentaron a los trabajadores de ambos astilleros con sus propietarios, a raíz de la lucha emprendida por los obreros en defensa de sus derechos laborales.  A consecuencia de esas luchas, unos 31 trabajadores de los astilleros Astarsa y Mestrina -incluyendo 10 asesinados y 21 desaparecidos-  fueron víctimas del terrorismo de Estado en Argentina en las décadas de 1970 y 1980.

## Antecedentes

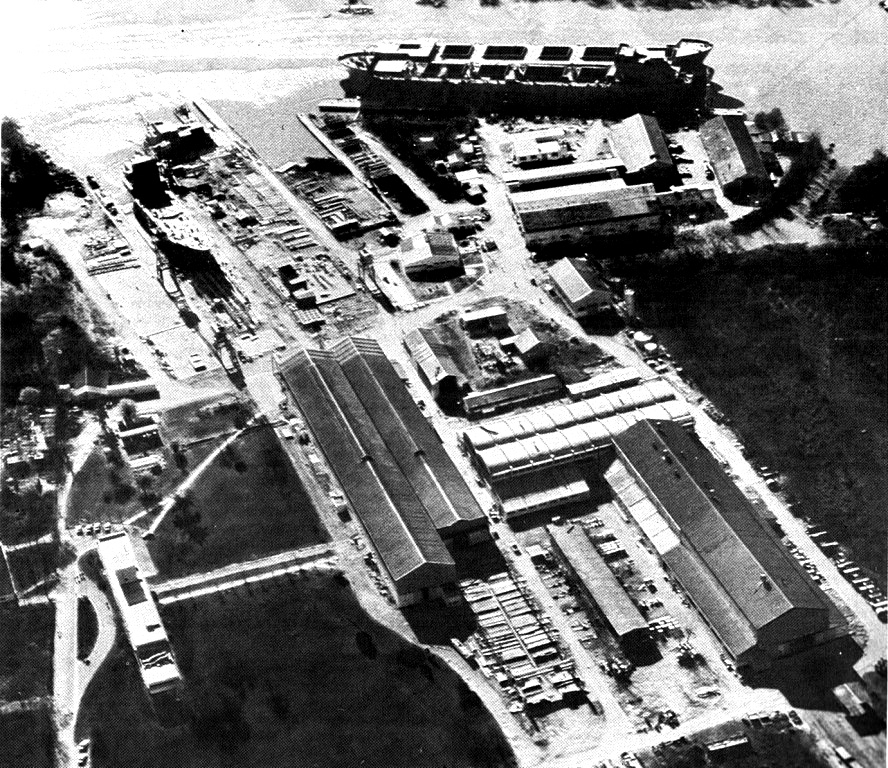
Vista aérea del astillero Astarsa en su época de actividad.

Astarsa (Astilleros Argentinos Río de La Plata S.A.) y Mestrina eran los dos astilleros más grandes que había  en la zona norte del Gran Buenos Aires, a mediados de los años setenta. En ellos se fabricaban embarcaciones de distinto porte y en el caso de Astarsa, producía, además equipamiento pesado para distintas áreas de la industria, maquinaria vial y equipos destinados a la industria petrolera.
La empresa disponía de contactos con el Estado que le aseguraban buenos contratos. Astarsa en ese entonces tenía 1500 trabajadores.

### Luchas sindicales
Los trabajadores de  los astilleros estaban organizados en el Sindicato de Obreros de la Industria Naval (SOIN), fundado en la década de 1940. Luego de los conflictos desatados en 1970 surgió una oposición radicalizada representada por sectores marxistas y del peronismo combativo, que se enfrentó a la conducción del sindicato, vinculada entonces a sectores del peronismo ortodoxo. En aquel momento, los trabajadores de Astarsa y Mestrina fueron protagonistas de luchas con tomas de fábricas.
Hacia 1973 las condiciones en las cuales se desarrollaban las tareas producían numerosos accidentes y enfermedades laborales. Ese año, la muerte del trabajador José María Alessio desencadenó una serie de reclamos por las condiciones de trabajo peligrosas e insalubres que, sumados al descontento previo, desembocaron en una medida de fuerza que permitió a los trabajadores tomar el control de la Comisión de Seguridad e Higiene Laboral de los astilleros. Entre las medidas adoptadas, redujeron la jornada laboral de 12 a 7 horas. A comienzos de 1976 los trabajadores llevaban tres años manteniendo bajo su control la seguridad laboral de la fábrica y en ese lapso no se produjeron accidentes fatales.

## Víctimas
Con el terrorismo de Estado, al menos treinta y uno de los trabajadores de los astilleros la zona norte del conurbano bonaerense, sufrieron la represión empresarial-estatal. La mayoría eran trabajadores activos en las empresas o se habían retirado poco tiempo antes escapando de la represión, mientras que otros eran familiares. En total hay 10 asesinados, 21 desaparecidos y 20 que fueron secuestrados y posteriormente liberados.

## Responsabilidad empresarial
La investigación judicial encontró evidencia firme acerca de la responsabilidad civil de los propietarios y de otras personas a cargo de la gestión administrativa, en los delitos cometidos. Muchos de los trabajadores fueron secuestrados en las fábricas y en sus domicilios particulares, a partir de información aportada por el personal directivo de las empresas.
Entre los casos documentados de personas secuestradas dentro de las instalaciones de los astilleros se encuentran Rodolfo José Iriarte trabajador de Astarsa y Cecilio Ramón Albornoz, Zoilo Ayala, Carlos Ignacio Boncio, Jorge Omar Lascano, Salvador Antonio Pandolfino y Hugo Javier Rezeck, todos ellos trabajadores de Mestrina.

## Justicia
Las víctimas del Juicio "Campo de Mayo IX" fueron en su mayoría trabajadores navales y ceramistas, por eso fue llamado el juicio de “los trabajadores”. Los imputados fueron personal militar y de fuerzas de seguridad, pero el tribunal impulsó además la investigación sobre la responsabilidad en delitos de lesa humanidad de empresarios y directivos de los astilleros Astarsa, Mestrina y otros establecimientos.

En 2014 la justicia condenó a seis de los nueve acusados.

## Homenajes
En 2015 organismos de derechos humanos recordaron a los trabajadores de Astarsa desaparecidos, ingresando por primera vez al predio que había sido declarado patrimonio histórico el año anterior. En el Museo de la Reconquista de Tigre, en 2015 se abrió  un nuevo espacio para la memoria, en el que se recuerda a los trabajadores de Astarsa y la Ford torturados y asesinados.
En 2017 se colocó una baldosa recordatoria en Rincón de Milberg (Tigre), en memoria de Luis Cabrera y Oscar Echeverría, obreros navales, y otros militantes secuestrados y asesinados por la Triple A en febrero de 1976.